# Фрейзер, Сью
Сьюзан Барбара (Сью) Фрейзер (англ. Susan Barbara (Sue) Fraser, род. 15 июля 1966, Абердин) — шотландская и британская хоккеистка (хоккей на траве), полевой игрок. Бронзовый призёр летних Олимпийских игр 1992 года, участница летних Олимпийских игр 1996 года.

## Биография
Сью Фрейзер родилась 15 июля 1966 года в британском городе Абердин в Шотландии.
Играла в хоккей на траве за «Милн Крейг Клайдсдейл Вестерн» и «Гроув».
В 1992 году вошла в состав женской сборной Великобритании по хоккею на траве на летних Олимпийских играх в Барселоне и завоевала бронзовую медаль. Играла в поле, провела 5 матчей, забила 2 мяча в ворота сборной Южной Кореи.
В 1996 году вошла в состав женской сборной Великобритании по хоккею на траве на летних Олимпийских играх в Атланте, занявшей 4-е место. Играла в поле, провела 8 матчей, забила 1 мяч в ворота сборной Испании.
В составе женской сборной Шотландии участвовала в двух чемпионатах Европы — в 1995 году в Амстелвене и в 1999 году в Кёльне, а также в чемпионате мира 1998 года в Утрехте.
После завершения игровой карьеры работала учителем в Данди.